# Storåstjärnen (Bjuråkers socken, Hälsingland)
Storåstjärnen är en sjö i Hudiksvalls kommun i Hälsingland och ingår i Delångersåns huvudavrinningsområde.